# Reiss Greenidge
Reiss James Greenidge (Enfield, 8 febbraio 1996) è un calciatore guyanese con cittadinanza britannica, difensore dello Slough Town e della nazionale guyanese.

## Carriera

### Club
Ha giocato 10 partite nella prima divisione norvegese con il Sogndal.

### Nazionale
Il 3 luglio 2021 ha esordito con la nazionale guyanese giocando l'incontro perso 4-0 contro il Guatemala, valido per le qualificazioni alla CONCACAF Gold Cup 2021, dove ha realizzato un autogol.

## Statistiche

### Cronologia presenze e reti in nazionale
| Cronologia completa delle presenze e delle reti in nazionale ― Guyana | Cronologia completa delle presenze e delle reti in nazionale ― Guyana | Cronologia completa delle presenze e delle reti in nazionale ― Guyana | Cronologia completa delle presenze e delle reti in nazionale ― Guyana | Cronologia completa delle presenze e delle reti in nazionale ― Guyana | Cronologia completa delle presenze e delle reti in nazionale ― Guyana | Cronologia completa delle presenze e delle reti in nazionale ― Guyana | Cronologia completa delle presenze e delle reti in nazionale ― Guyana |
| Data                                                                  | Città                                                                 | In casa                                                               | Risultato                                                             | Ospiti                                                                | Competizione                                                          | Reti                                                                  | Note                                                                  |
| --------------------------------------------------------------------- | --------------------------------------------------------------------- | --------------------------------------------------------------------- | --------------------------------------------------------------------- | --------------------------------------------------------------------- | --------------------------------------------------------------------- | --------------------------------------------------------------------- | --------------------------------------------------------------------- |
| 3-7-2021                                                              | Fort Lauderdale                                                       | Guatemala                                                             | 4 – 0                                                                 | Guyana                                                                | Qual. Gold Cup 2021                                                   | -                                                                     | 76’                                                                   |
| 3-8-2023                                                              | Leesburg                                                              | Etiopia                                                               | 2 – 0                                                                 | Guyana                                                                | Amichevole                                                            | -                                                                     |                                                                       |
| 14-10-2023                                                            | Basseterre                                                            | Porto Rico                                                            | 1 – 3                                                                 | Guyana                                                                | CONCACAF Nations League 2023-2024 - 1º turno                          | -                                                                     | 90’                                                                   |
| 17-10-2023                                                            | Basseterre                                                            | Guyana                                                                | 3 – 1                                                                 | Porto Rico                                                            | CONCACAF Nations League 2023-2024 - 1º turno                          | -                                                                     | 80’                                                                   |
| 5-9-2024                                                              | Leonora                                                               | Guyana                                                                | 1 – 3                                                                 | Suriname                                                              | CONCACAF Nations League 2024-2025 - 1º turno                          | -                                                                     |                                                                       |
| 9-9-2024                                                              | Fort De France                                                        | Martinica                                                             | 2 – 2                                                                 | Guyana                                                                | CONCACAF Nations League 2024-2025 - 1º turno                          | -                                                                     |                                                                       |
| 11-10-2024                                                            | Leonora                                                               | Guyana                                                                | 1 – 3                                                                 | Guatemala                                                             | CONCACAF Nations League 2024-2025 - 1º turno                          | -                                                                     | 17’                                                                   |
| 15-10-2024                                                            | Paramaribo                                                            | Suriname                                                              | 5 – 1                                                                 | Guyana                                                                | CONCACAF Nations League 2024-2025 - 1º turno                          | -                                                                     |                                                                       |
| 15-11-2024                                                            | Waterford                                                             | Barbados                                                              | 1 – 4                                                                 | Guyana                                                                | CONCACAF Nations League 2024-2025 - Spareggi                          | -                                                                     | 35’                                                                   |
| 19-11-2024                                                            | Georgetown                                                            | Guyana                                                                | 5 – 3                                                                 | Barbados                                                              | CONCACAF Nations League 2024-2025 - Spareggi                          | -                                                                     |                                                                       |
| 21-3-2025                                                             | Bridgetown                                                            | Guyana                                                                | 3 – 2                                                                 | Guatemala                                                             | Qual. Gold Cup 2025                                                   | -                                                                     |                                                                       |
| 25-3-2025                                                             | Città del Guatemala                                                   | Guatemala                                                             | 2 – 0                                                                 | Guyana                                                                | Qual. Gold Cup 2025                                                   | -                                                                     |                                                                       |
| 6-6-2025                                                              | Managua                                                               | Nicaragua                                                             | 1 – 0                                                                 | Guyana                                                                | Qual. Mondiali 2026                                                   | -                                                                     | 35’                                                                   |
| 10-6-2025                                                             | Leonora                                                               | Guyana                                                                | 3 – 0                                                                 | Montserrat                                                            | Qual. Mondiali 2026                                                   | -                                                                     |                                                                       |
| Totale                                                                |                                                                       | Presenze                                                              | 14                                                                    |                                                                       | Reti                                                                  | 0                                                                     |                                                                       |